# NGC 4793
NGC 4793 est une galaxie spirale barrée (intermédiaire ?) située dans la constellation de la Chevelure de Bérénice. Sa vitesse par rapport au fond diffus cosmologique est de 2 753 ± 19 km/s, ce qui correspond à une distance de Hubble de 40,6 ± 2,9 Mpc (∼132 millions d'al). NGC 4793 a été découverte par l'astronome germano-britannique William Herschel en 1785.
La classe de luminosité de NGC 4793 est III et elle présente une large raie HI. C'est aussi une galaxie à sursaut de formation d'étoiles. La luminosité de la galaxie NGC 4793 dans l'infrarouge lointain (de 40 à 400 µm)  est égale à 5,75 × 1010 {\displaystyle L_{\odot }} (1010,76{\displaystyle L_{\odot }}) et sa luminosité totale dans l'infrarouge (de 8 à 1 000 µm) est de 7,76 × 1010 {\displaystyle L_{\odot }} (1010,89{\displaystyle L_{\odot }}).
À ce jour, une douzaine de mesures non basées sur le décalage vers le rouge (redshift) donnent une distance de 30,117 ± 4,040 Mpc (∼98,2 millions d'al), ce qui est à l'extérieur des valeurs de la distance de Hubble. Notons que c'est avec la valeur moyenne des mesures indépendantes, lorsqu'elles existent, que la base de données NASA/IPAC calcule le diamètre d'une galaxie et qu'en conséquence le diamètre de NGC 4793 pourrait être d'environ 40,2 kpc (∼131 000 al) si on utilisait la distance de Hubble pour le calculer.